# Saint-Sulpice-de-Cognac
Saint-Sulpice-de-Cognac korábbi község Franciaországban, Charente megyében. Lakosainak száma 1183 fő (2021. január 1.). Saint-Sulpice-de-Cognac Cherves-Richemont, Louzac-Saint-André, Mesnac, Burie, Chérac, Migron, Saint-Bris-des-Bois, Saint-Césaire és Le Seure községekkel határos.
2024. január 1-jén Cherves-Richemont korábbi községgel egyesült és az így létrejött Val-de-Cognac új község része lett.

## Népesség
A település népessége az elmúlt években az alábbi módon változott:
| Lakosok száma | 1004 | 1119 | 1206 | 1232 | 1264 | 1237 | 1221 | 1206 | 1192 | 1183 |
|               | 1968 | 1982 | 1990 | 2006 | 2011 | 2015 | 2016 | 2018 | 2019 | 2021 |